# História de Lima

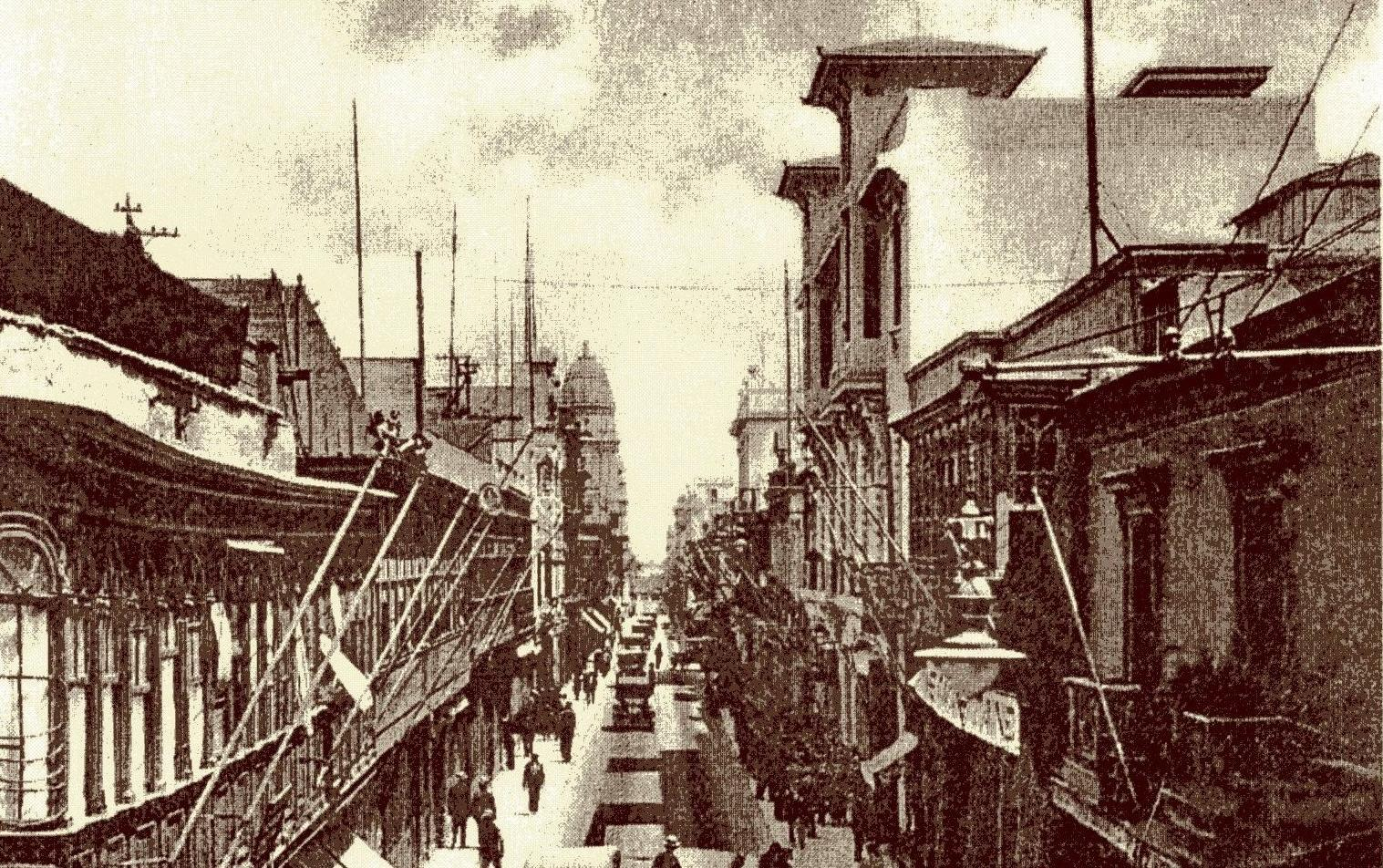
Jirón de la Unión foi a principal rua de Lima no início do século XX.

A história de Lima, capital do Peru, começou com a sua fundação por Francisco Pizarro em 18 de janeiro de 1535. A cidade foi fundada no vale do rio Rímac em uma área povoada pela política de Ychsma. Ela se tornou a capital do Vice-Reino do Peru e local de uma audiência real em 1543. No século XVII, a cidade prosperou como o centro de uma extensa rede de comércio, apesar de danos causados por terremotos e da ameaça de piratas. No entanto, a prosperidade chegou ao fim no século XVIII devido a uma crise econômica e pelo impacto negativo das Reformas Borbônicas.
A população de Lima desempenhou um papel ambivalente durante a Guerra de Independência do Peru nos anos de 1821-1824; a cidade sofreu exações de Royalist e de patriotas militares. Após a independência, Lima se tornou a capital da República do Peru e gozou de um curto período de prosperidade no século XIX até a Guerra do Pacífico de 1879-1883, quando foi ocupado e saqueado pelas tropas chilenas. Depois da guerra, a cidade passou por um período de expansão demográfica e renovação urbana. O crescimento populacional acelerado na década de 1940 estimulado pela imigração das regiões andinas do Peru. Isso deu origem à proliferação de bairros pobres já que os serviços públicos não conseguiu manter-se eficiente com a expansão da cidade.

## Fundação

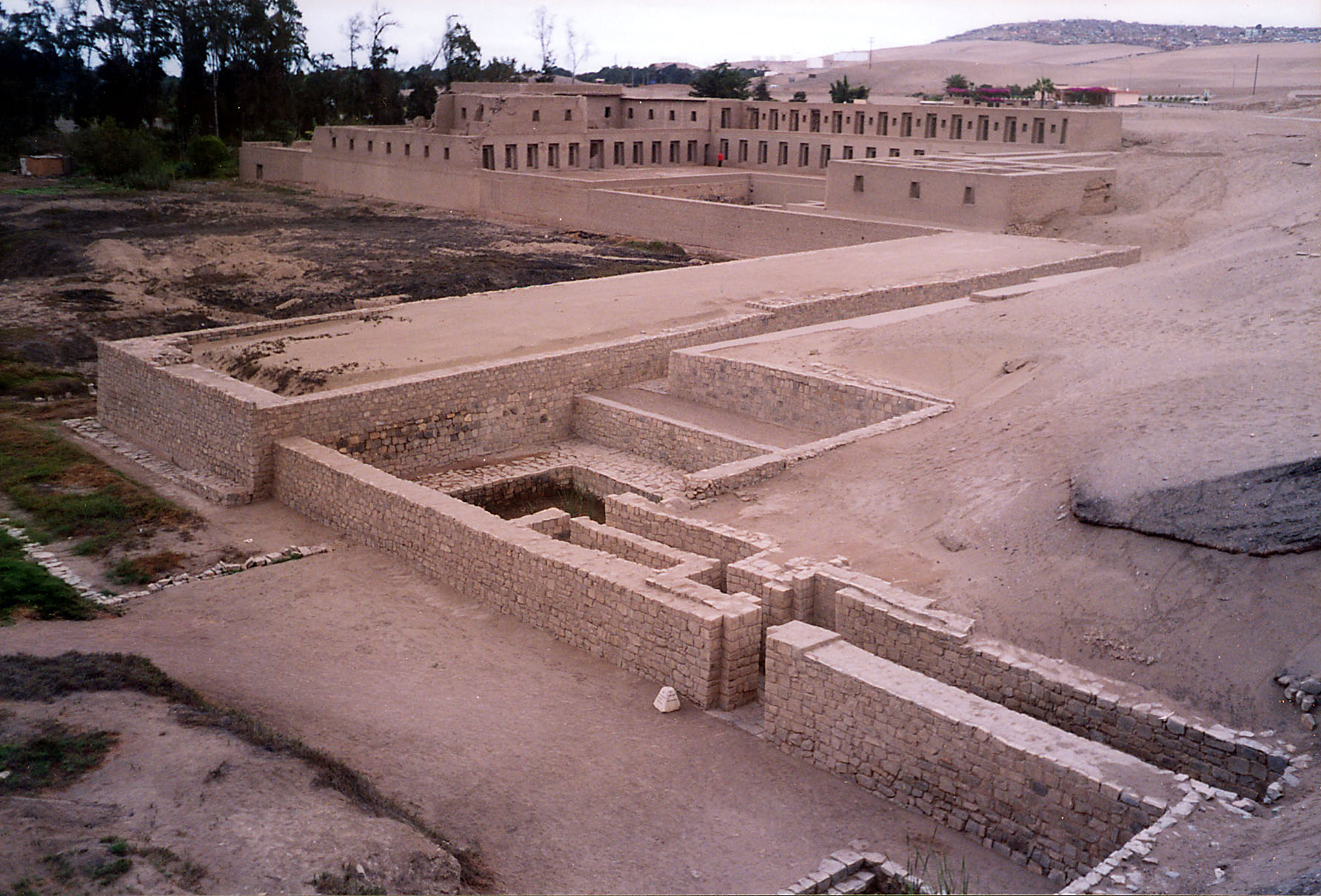
Pachacamac foi um importante centro religioso em tempos pré-colombianos.

Na época Pré-Colombiana, a localização do que é hoje a cidade de Lima foi habitada por vários grupos indígenas das Américas. Antes da chegada do Império Inca, os vales dos rios  Rímac e Lurín foram agrupados sob a política Ychsma  A sua presença deixou uma marca na estética de cerca de 40 pirâmides associadas ao sistema de irrigação dos vales. 
Em 1532, um grupo de conquistadores espanhóis liderados por Francisco Pizarro derrotou o governante Inca Atahualpafor, procurando um um local adequado para estabelecer sua capital. Sua primeira escolha foi a cidade de Jauja, localizada no meio da Cordilheira dos Andes, no entanto este local era considerado inconveniente por causa de sua alta altitude e distância do mar.  Escuteiros espanhóis informaram sobre uma melhor localização no vale do rio Rímac, que estava perto do Oceano Pacífico, o local era abastecido por água e amplos estoques de madeira, campos extensos e bom tempo. Pizarro, assim, fundou a cidade de Lima na costa central do Peru em 18 de janeiro de 1535.  Carlos Huerta escreve em sua  Cronologia da conquista dos reinos do Peru  -  Cronología de la conquista de los Reinos del Perú :

 Fundação de Lima. A capital do Peru foi fundada em 18 de janeiro e foi chamado de  Ciudad de los Reyes (Cidade dos Reis) em honra a festa dos reis santos que foi celebrada. Começou na igreja, a fundação e o plano da cidade, onde Pizarro colocou a primeira pedra.

Em agosto de 1536, a nova cidade foi ocupada por tropas lideradas por um líder Inca chamado  Manco Inca, iniciaram uma rebelião contra o domínio espanhol. Os espanhóis e seus aliados nativos, liderados pelo próprio Pizarro, derrotou os rebeldes após intensos combates nas ruas da cidade e seus arredores.  Em 3 de novembro de 1536, a Coroa espanhola confirmou a fundação e, em 7 de Dezembro de 1537, o imperador  Charles V concedeu um brasão de armas para a cidade.

## Período Colonial

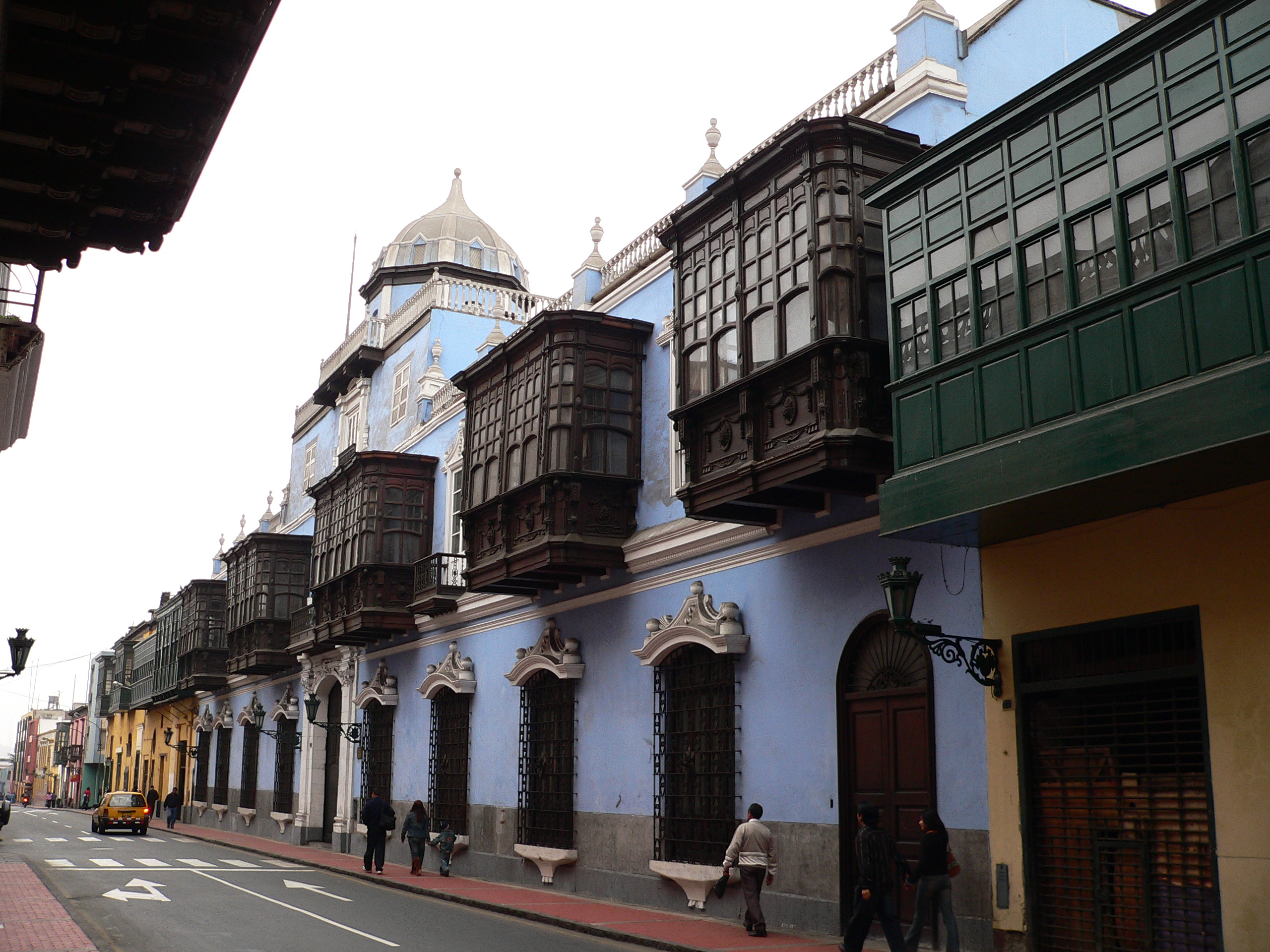
Varandas, eram uma das principais características da arquitetura de Lima, durante o período colonial.

Ao longo dos próximos anos, Lima foi palco de alguns tumultos causados por lutas entre diferentes facções espanholas. Ao mesmo tempo, ela ganhou prestígio como a capital do Vice-Reino do Peru e local de uma Audiência Real  em 1543.  A primeira universidade da América Latina foi fundada em Lima, a Universidade Nacional de San Marcos em 1551 que adquiriu sua primeira impressora em 1584. Lima também se tornou um importante centro religioso, uma diocese católica romana foi fundada em 1541 e convertida para uma arquidiocese, cinco anos depois.  Em 1609, a cidade realizou celebrações para a beatificação de Ignácio de Loyola.
Lima floresceu durante o século XVII como o centro de uma extensa rede de comércio que integrou o Vice-Reino do Peru com as Américas, Europa e Extremo Oriente.  Seus comerciantes canalizava prata peruana através do porto próximo de Callao e trocavam por bens importados na feira de Portobelo, atualmente no Panamá.  Esta prática foi sancionada por lei como todo o comércio do vice-reinado foi obrigado a passar por Callao para chegar em mercados do exterior. A prosperidade econômica resultante da cidade foi refletido em seu rápido crescimento, a população expandiu de cerca de 25.000 em 1619 para uma estimativa de 80 mil em 1687. 
No entanto, Lima não estava livre de perigos. Em 20 de outubro e 2 de dezembro de 1687, fortes abalos sísmicos destruíram a maior parte da cidade e seus arredores  Os surtos de doenças e escassez de alimentos que se seguiram às catástrofes causaram uma redução da população para menos de 40 mil em 1692.  A segunda ameaça foi a presença de piratas e corsários no oceano Pacífico. A expedição naval holandesa liderada por Jacques l'Hermite atacaram o porto de Callao em 1624, mas foi repelido por Diego Fernández de Córdoba.  Em 1680, corsários ingleses proliferaram nas águas do Pacífico, até terem sido derrotados pelos comerciantes de Lima em 1690.  Como medida de precaução, o vice-rei Melchor de Navarra y Rocafull construiu as Muralhas de Lima entre 1684 e 1687. 
O sismo do Peru de 1687 marcou uma época de mudanças na história de Lima, uma vez que coincidiu com uma recessão no comércio, uma redução da produção de prata e concorrência econômica com outras cidades, como Buenos Aires  Outro problema ocorreu para piorar a situação, em 28 de Outubro, 1746, um forte sismo danificou severamente a cidade e destruiu Callao, forçando uma imediata reconstrução por parte de José Antonio Manso de Velasco.  Este desastre levou a uma intensa devoção por uma imagem de Cristo chamada o Senhor dos Milagres, as pessoas saem em procissão todo mês de outubro desde 1746. 
Mais tarde no período colonial, sob o governo da Casa de Bourbon, as ideias do Iluminismo sobre a saúde pública e controle social ganharam forma no desenvolvimento de Lima.  Novos edifícios foram levantados durante esse período incluindo um coliseu e uma praça de touros, a  Plaza de toros de Acho , um cemitério.  Os dois primeiros foram construídos para regular essas atividades populares, centralizando-os em um único local, enquanto o cemitério pôs fim à prática de enterros nas igrejas que foi considerado insalubre pelas autoridades públicas. 

## Independência

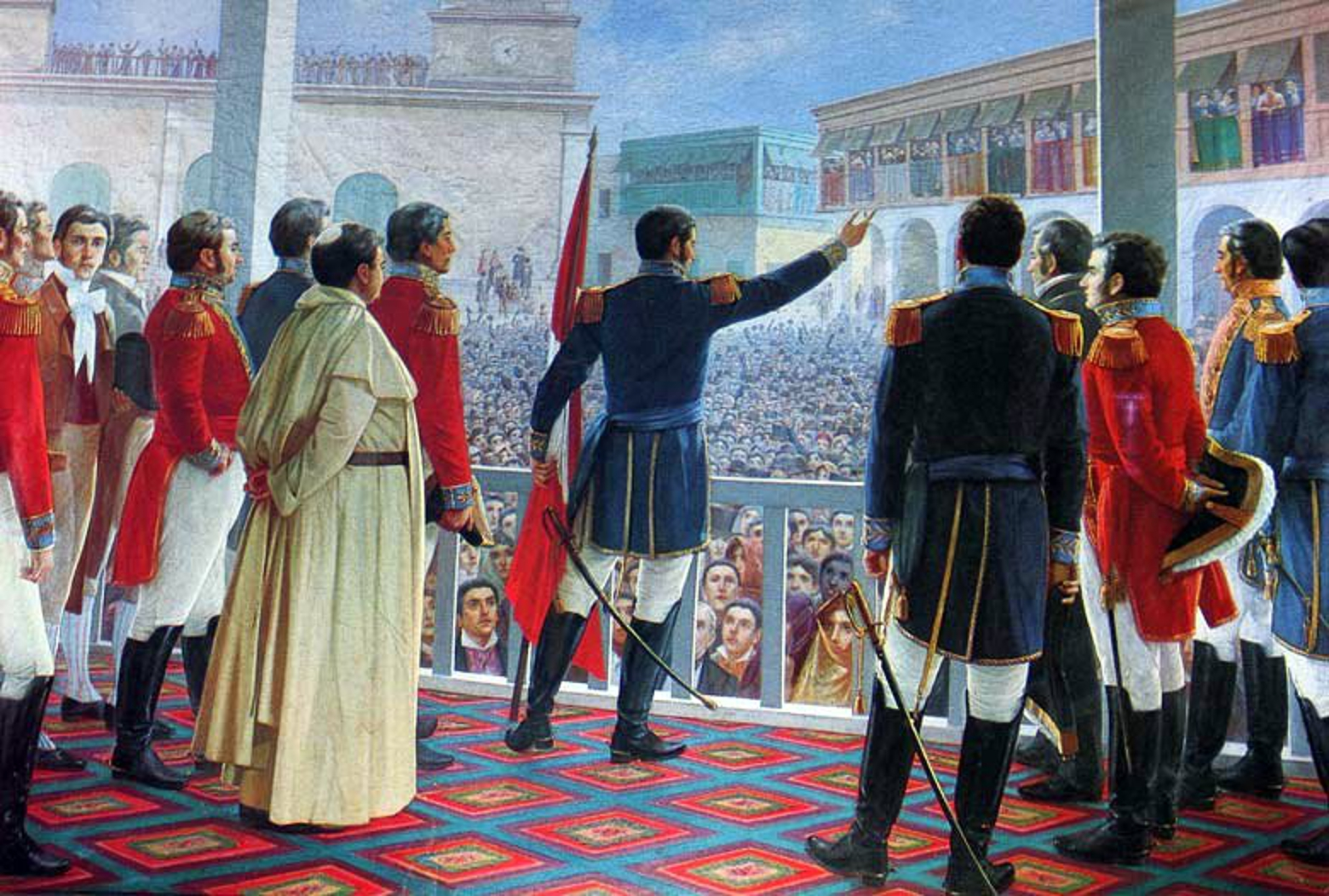
José de San Martín proclama a independencia de Lima em 28 de Julho de 1821. Pintura de Juan Lepiani

Durante a segunda metade do século XVIII, Lima foi negativamente afetada pelas Reformas Borbônicas, uma vez que perdeu o monopólio sobre o comércio exterior e da região importante de mineração no Alto Peru.  Este declínio econômico fez com que a elite da cidade dependesse do governo e de instituições influentes como a igreja relutantes em defender a independência.  nos anos 1810, a cidade se tornou um reduto monarquista durante as guerras sul-americanas de independência liderada por um vice-rei forte, José Fernando de Abascal y Sousa.
Uma expedição combinada de patriotas argentinos e chilenos liderados pelo general José de San Martín conseguiu entrar em terras do sul de Lima em 7 de setembro de 1820, mas não atacaram a cidade. Diante de um bloqueio naval e a ação de guerrilheiros em terra, o vice-rei José de la Serna foi forçado a evacuar a cidade em julho de 1821 para salvar o exército monarquista.  Temendo uma revolta popular e sem quaisquer meios para impor a ordem, o conselho da cidade convidou San Martín para entrar em Lima e assinar uma Declaração de Independência, a seu pedido  Entretanto, a guerra não tinha acabado; nos próximos dois anos, a cidade mudou de mãos várias vezes e sofreu exações de ambos os lados. No momento em que a guerra foi finalizada na Batalha de Ayacucho em 9 de Dezembro de 1824, Lima foi notavelmente atingida na economia.

## Período Republicano

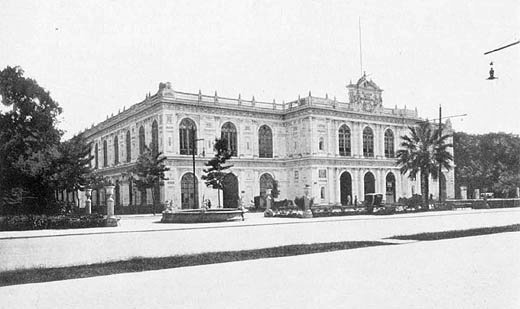
O Palacio de la Exposición foi construído para abrigar uma exposição internacional em 1872.

Depois da guerra de independência, Lima se tornou a capital da República do Peru, mas a estagnação econômica e turbulência política trouxe seu desenvolvimento urbano a um impasse. Este hiato terminou na década de 1850, quando aumentou as receitas públicas e privadas a partir de guano, exportações levaram a uma rápida expansão da cidade.  Nas próximas duas décadas, o Estado financiou construções de edifícios públicos de grande portes para substituir estabelecimentos coloniais; nesta lista incluía o Mercado Central, o Matadouro Geral, o Asilo Mental, a Penitenciária, e o Hospital Dos de Mayo.  Houve também melhorias nas comunicações; uma linha ferroviária entre Lima e Callao foi concluída em 1850 e uma ponte de ferro através do rio Rímac, Ponte Balta, foi inaugurado em 1870.  As muralhas da cidade foram derrubadas em 1872 por causa do crescimento urbano que já era esperado.  No entanto, a expansão econômica liderada pelas exportações também aumentaram o fosso entre ricos e pobres, resultando em desigualdade social. 
Durante a do Guerra do Pacífico, as tropas chilenas ocuparam Lima depois de derrotar a resistência peruana nas batalhas de San Juan e Miraflores. A cidade sofreu depredações dos invasores, que saquearam museus públicos, bibliotecas e instituições educacionais.  Ao mesmo tempo, multidões enfurecidas atacaram cidadãos ricos e a população asiática; saqueando suas propriedades e empresas. 

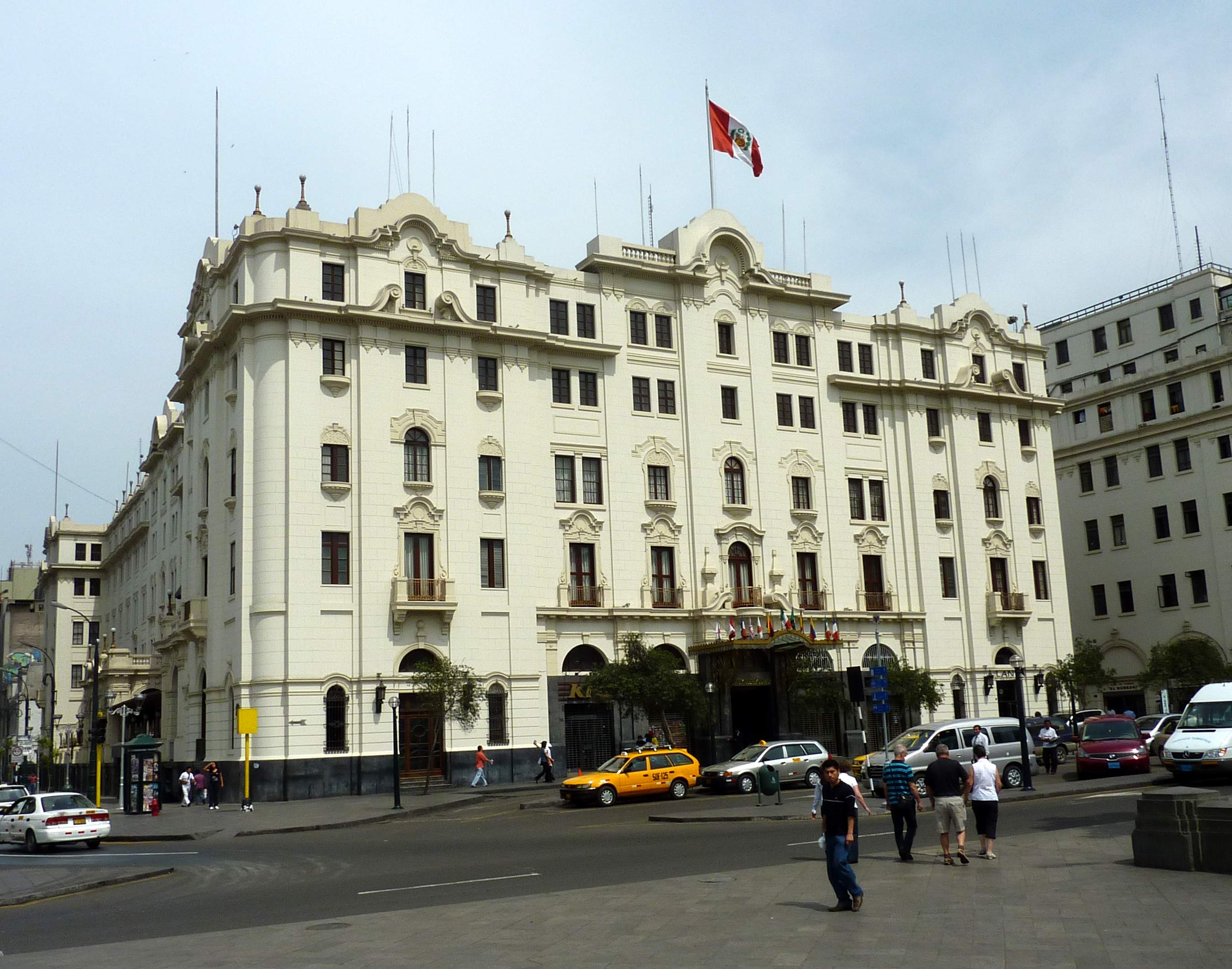
O Hotel Bolívar foi parte de um processo de renovação urbana levada a cabo no início do século XX.

Depois da guerra, a cidade passou por um processo de renovação urbana e de expansão entre as décadas de 1890 e 1920. Como o centro de Lima se tornou superpovoado, o  La Victoria área residencial foi criada em 1896 como um bairro de classe operária  Durante este período, os traços urbano foram modificados pelas construções de grandes avenidas que cruzavam a cidade e conectava com as cidades vizinhas, como o distrito de Miraflores.  Em 1920 e 1930, vários edifícios do centro histórico foram reconstruídos, incluindo o Centro Histórico de Lima e o Palácio Municipal.
Em 24 de Maio de 1940, a cidade foi novamente atingida por um sismo, que na época foi quase toda construída de adobe e  quincha . Na década de 1940, Lima iniciou um período de rápido crescimento estimulado pela imigração das regiões andinas do Peru. População, estimada em 0,6 milhões em 1940, atingiu 1,9 milhões em 1960 e 4,8 milhões em 1980.  No início deste período, a área urbana foi confinada a uma área triangular delimitada pelo  centro histórico da cidade, por Callao e Chorrillos; nas décadas seguintes assentamentos se espalharam para o norte, além do rio Rímac, para o leste, ao longo da Rodovia Central, e para o sul.  Os imigrantes, primeiramente se estabeleceram em favelas no centro de Lima, levou essa expansão através de invasões de terras em larga escala que deram origem ao aparecimento de favelas, conhecidas como barriadas e rebatizado, na década de 1980 para pueblos jóvenes   e durante a década de 1990, denominados de "Assentamentos Humanos". Grandes obras públicas foram realizadas ao longo deste período, principalmente sob os governos de Manuel A. Odría (1948-1956) e Juan Velasco Alvarado (1968-1975). A arquitetura brutalista dominou a década de 1970 como exemplificado na sede da empresa petrolífera estatal, Petroperú.  De acordo com o censo do Peru de 1993, a população da cidade tinha atingido 6,4 milhões de habitantes, 28,4% do total da população do Peru em comparação com apenas 9,4% em 1940. 